# Lyskæde
En lyskæde er elektriske lys monteret på ledninger og ophængt som dekorativt pynt, særligt populære ved juletid og i vinterperioden. Lyskæder findes både med glødepærer og lysdioder og findes i mange farver og former.
Lyskæder bruges på juletræer og udendørs på husgavle. I Danmark kan det første indendørs juletræ med elektrisk lyskæder spores tilbage til et fotografi fra 1910.